# Laurelite
La laurelite è un minerale.